# De Europæiske Grønne
De Europæiske Grønne (engelsk European Greens el. fransk Parti Vert européen) er et europæisk grønt politisk parti, partiet blev skiftet den 22. februar 2002 i Rom og der består af i alt 35 grønne partier fra EU's medlemslande. De Europæiske Grønne danner sammen med Europæisk Fri Alliance en parlamentarisk gruppe i Europa-Parlamentet (Grønne-EFA-gruppen). De Europæiske Grønne har et ungdomsforbund som hedder Federation of Young European Greens.
I Danmark er SF medlem. De Grønne var medlem indtil de blev ekskluderet i 2008, mens SF søgte og opnåede fuldt medlemskab i 2014 efter at have været observatør i en årrække.

## Historie
Før etableringen af De Europæiske Grønne i 2004 var Europas grønne partier organiseret på forskellige måder, i en løs koordinering mellem 1979 og 1993 og i en føderation mellem 1993 og 2004.

### Siden 2004
De Europæiske Grønne blev etableret ved den fjerde kongres til den Europæiske Føderationen af Grønne Partier den 20.-22. februar 2004 i Rom, Italien, hvor 1.000 partidelegater var samlet. 32 grønne partier fra hele Europa kom med i det nye alle-europæiske parti. Etableringen af det nye parti blev afsluttet med signering af stiftelsesaftalen i Campidogliopaladset. Dermed var de grønne partiet de første til at etablerer et politisk parti på et europæisk niveau, de andre partiføderationer fulgte efter i perioden 2004-2006.
Ved Europavalget i 2004 vandt de grønne medlemspartierne tilsammen 35 sæder. I 2009 vand partiet tilsammen 46 sæder, selv om antallet af pladser i parlamentet var blevet reduceret.

## Eksterne links
- Partiets hjemmeside Arkiveret 6. januar 2009 hos  Wayback Machine